# Cathy Freeman
Pour les articles homonymes, voir Freeman.
Catherine Astrid Salome Freeman dite Cathy Freeman (née le 16 février 1973 à Mackay) est une athlète australienne spécialiste du 400 mètres. Elle est championne olympique (2000) et double championne du monde de la discipline (1997 et 1999).

## Biographie
Elle est la petite-fille d'une victime des générations volées, ces enfants aborigènes arrachés à leur famille en Australie pour être élevés dans des missions religieuses.
Elle représente le symbole des Jeux olympiques d'été de 2000 de Sydney. Cette athlète aborigène fut ainsi choisie pour allumer la flamme olympique. Ce choix traduit le désir du gouvernement australien de réconcilier les descendants de l'émigration européenne et les Aborigènes. Le symbole est particulièrement marquant lorsque, lors du tour d'honneur pour sa victoire dans le 400 m, elle porte les deux drapeaux australien et aborigène, geste exceptionnellement accepté par les instances olympiques du CIO qui interdit tout drapeau autre que les drapeaux nationaux,.
Après une première apparition lors des Jeux olympiques à Barcelone, elle commence à se faire connaître lors des Jeux du Commonwealth de 1994 qui se déroulent à Victoria en Colombie-Britannique (Canada) avec deux médailles d'or sur 200 m et 400 m. Lors de ceux-ci, elle provoque un scandale en faisant un tour d'honneur avec les deux drapeaux australien et aborigène.
Mais lors des Championnats du monde d'athlétisme 1995 de Göteborg elle termine quatrième, au pied du podium, se consolant avec une médaille de bronze en relais 4 × 400 m. 
Lors des Jeux olympiques d'été suivant, à Atlanta, elle termine deuxième derrière la française Marie-José Pérec, devenant de plus la première aborigène à obtenir une médaille individuelle aux Jeux olympiques.
Elle remporte ensuite la médaille d'or lors des Championnats du monde d'athlétisme 1997 d'Athènes et Championnats du monde d'athlétisme 1999 de Séville devenant la grande favorite des Jeux olympiques de Sydney.
Double championne du monde en titre, à domicile, espoir de la population aborigène, elle a l'honneur d'allumer la flamme olympique. Elle devient ainsi la première athlète ayant allumé la flamme olympique et ayant remporté une médaille d'or dans les mêmes jeux.
L'année suivante, elle décide de prendre une année sabbatique. Elle revient difficilement à la compétition en 2002, devant faire face au cancer de son mari. Elle figure toutefois dans le relais 4 × 400 m australien qui gagne les jeux du Commonwealth à Manchester.
Après deux courses en 2003, elle décide de se retirer.
Le chanteur Oldelaf lui consacre une chanson en hommage nommée selon son prénom-nom en 2024.
Cathy Freeman est désormais membre du club des Champions de la Paix, un collectif de 54 athlètes de haut niveau créé par Peace and Sport, organisation internationale basée à Monaco et œuvrant pour la construction d'une paix durable grâce au sport. Elle a créé aussi une fondation qui aide les enfants aborigènes à accéder à une éducation complète .

## Palmarès

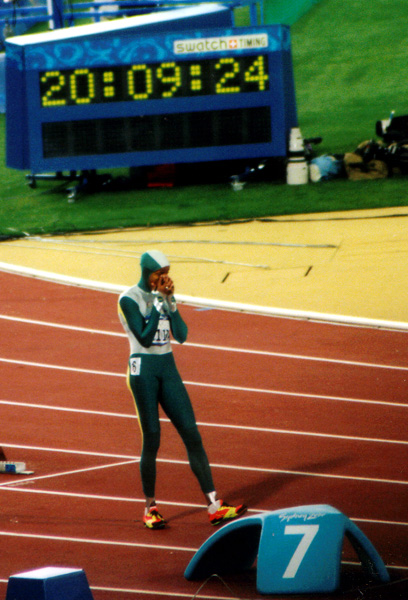
Cathy Freeman au départ de la finale du 400 m des Jeux olympiques de Sydney, en 2000.

| Date | Compétition                    | Lieu       | Résultat | Epreuve   | Temps         |
| ---- | ------------------------------ | ---------- | -------- | --------- | ------------- |
| 1990 | Jeux du Commonwealth           | Auckland   | 1re      | 4 × 100 m | 43 s 87       |
| 1990 | Championnats du monde juniors  | Plovdiv    | 5e       | 200 m     | 23 s 61       |
| 1990 | Championnats du monde juniors  | Plovdiv    | 5e       | 4 × 100 m | 45 s 01       |
| 1992 | Jeux olympiques                | Barcelone  | 7e       | 4 × 400 m | 3 min 26 s 42 |
| 1992 | Championnats du monde juniors  | Séoul      | 2e       | 200 m     | 23 s 25       |
| 1992 | Championnats du monde juniors  | Séoul      | 6e       | 4 × 400 m | 3 min 36 s 28 |
| 1994 | Jeux du Commonwealth           | Victoria   | 1re      | 200 m     | 22 s 25       |
| 1994 | Jeux du Commonwealth           | Victoria   | 1re      | 400 m     | 50 s 38       |
| 1994 | Jeux du Commonwealth           | Victoria   | 2e       | 4 × 100 m | 43 s 43       |
| 1994 | Finale du Grand Prix           | Paris      | 2e       | 400 m     | 50 s 04       |
| 1994 | Coupe du monde des nations     | Londres    | 3e       | 200 m     | 22 s 72       |
| 1994 | Coupe du monde des nations     | Londres    | 3e       | 4 × 100 m | 43 s 36       |
| 1995 | Championnats du monde          | Göteborg   | 4e       | 400 m     | 50 s 60       |
| 1995 | Championnats du monde          | Göteborg   | 3e       | 4 × 400 m | 3 min 25 s 88 |
| 1995 | Finale du Grand Prix           | Monaco     | 7e       | 200 m     | 23 s 10       |
| 1996 | Jeux olympiques                | Atlanta    | 2e       | 400 m     | 48 s 63       |
| 1996 | Finale du Grand Prix           | Milan      | 1re      | 400 m     | 49 s 60       |
| 1997 | Championnats du monde          | Athènes    | 1re      | 400 m     | 49 s 77       |
| 1999 | Championnats du monde en salle | Maebashi   | 2e       | 4 x 400 m | 3 min 26 s 87 |
| 1999 | Championnats du monde          | Séville    | 1re      | 400 m     | 49 s 67       |
| 1999 | Championnats du monde          | Séville    | 6e       | 4 × 400 m | 3 min 28 s 04 |
| 2000 | Jeux olympiques                | Sydney     | 6e       | 200 m     | 22 s 53       |
| 2000 | Jeux olympiques                | Sydney     | 1re      | 400 m     | 49 s 11       |
| 2000 | Jeux olympiques                | Sydney     | 5e       | 4 × 400 m | 3 min 23 s 81 |
| 2002 | Jeux du Commonwealth           | Manchester | 1re      | 4 × 400 m | 3 min 25 s 63 |

## Records
| Épreuve | Performance  | Lieu     | Date            |
| ------- | ------------ | -------- | --------------- |
| 100 m   | 11 s 24      | Brisbane | 5 février 1994  |
| 200 m   | 22 s 25      | Victoria | 26 août 1994    |
| 400 m   | 48 s 63 (AR) | Atlanta  | 29 juillet 1996 |